# Kulyes
Kulyes románul: Cuieș, falu Romániában, Erdélyben, Hunyad megyében.

## Fekvése
Marosillyétől északra fekvő település.

## Története
Kulyes, Kunestő nevét 1468-ban említette először oklevél p. Kewnesthew néven, mint Illye város birtokát.
Későbbi névváltozatai: 1750-ben Kujes, 1805-ben Kullyes, 1888-ban Kullyes (Kujes), 1913-ban Kujlyes.
A trianoni békeszerződés előtt Hunyad vármegye Marosillyei járásához tartozott.
1910-ben 171 lakosából 162 román volt, melyből 171 görögkeleti ortodox volt.

## Források

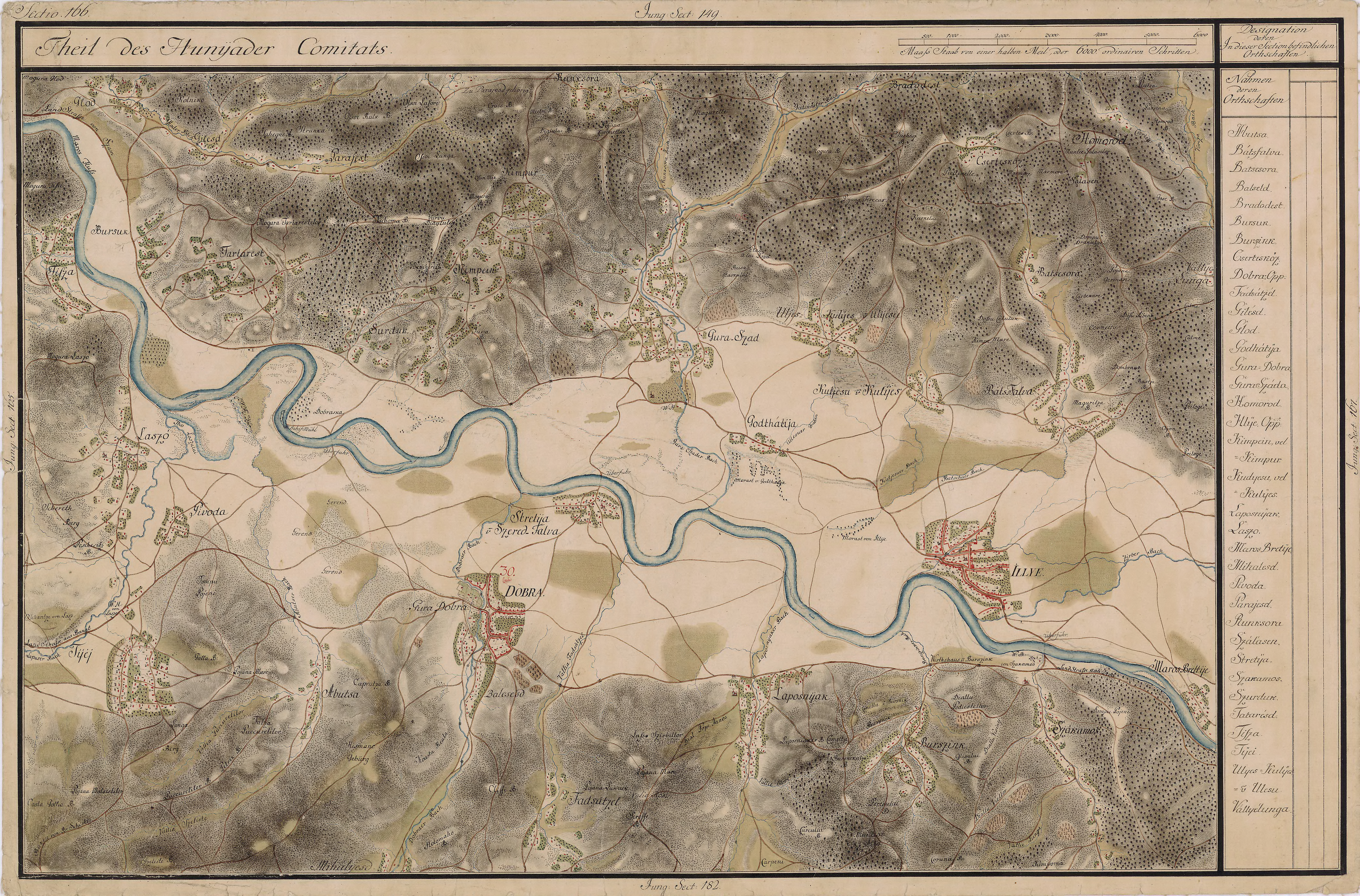
Kulyes egy régi térképen